# Isham Jones
Pour les articles homonymes, voir Jones.
Isham Edgar Jones (31 janvier 1894 - 19 octobre 1956) est un chef d'orchestre Big band, saxophoniste, bassiste  et compositeur américain des années 1920 - 1930, surtout connu pour ses chansons.

## Biographie
Jones est né à Coalton, Ohio, dans une famille de musiciens ; il a grandi à Saginaw (Michigan), où il a créé son premier groupe. 
En 1911, l'une des premières compositions de Jones On The Alamo a été publiée par Tell Taylor Inc.  Sa chanson Down By The Old Mill Stream est devenue un succès.
En 1915, Isham Jones s’installe à Chicago, Illinois; Chicago restera son port d'attache jusqu'en 1932, quand il s’établit à New York City. Il a également visité l'Angleterre avec son orchestre en 1925. Il joue d'abord à l'usine de Green Gardens, puis commence à jouer au Rainbo Gardens de Fred Mann. 
Dans les années 1920 ou Roaring Twenties, le groupe Isham Jones a enregistré une série de disques phonographiques populaires pour Brunswick Records. 
Le groupe qu’il dirige devient un des groupes de  musique de danse les plus populaires dans les années 1920 et 1930. Son premier enregistrement réussi, Wabash Blues, écrit par Dave Ringle et Fred Meinken, a été enregistré en 1921 sous le nom «Isham Jones et son orchestre». Ce best-seller est resté douze semaines dans les charts américains, dont six au n ° 1. Il a reçu un disque d'or de la RIAA.

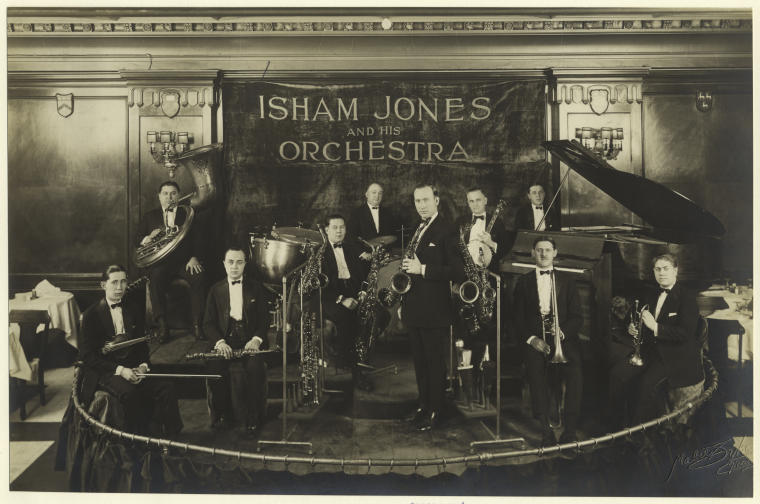
Isham Jones in 1922

Parmi les musiciens qui ont joué dans l’orchestre de Jones figurent  Louis Panico, Benny Goodman (bien qu’aucun enregistrement n'ait été fait pendant le court laps de temps de sa participation), Woody Herman, Walt Yoder, ou Roy Bargy. Le virtuose Al Gallodoro est apparu brièvement avec Jones en 1933.
Jones aurait été un maître strict et était connu pour être plutôt froid et distant. Ses compositions romantiques luxuriantes semblent en contradiction avec sa personnalité.
De 1929 à 1932, ses enregistrements  avec Brunswick sont devenus encore plus sophistiqués, avec souvent des arrangements de  Gordon Jenkins et des paroles de Gus Kahn. Au début Jones était son propre arrangeur , mais il a cultivé des collaborations avec d’autres pour des arrangements excentriques. Au cours de cette période, Jones a introduit le violoniste vedette Eddie Stone comme l'un de ses chanteurs réguliers. Stone avait en effet un ton inhabituel, presque humoristique dans la voix.
Ses autres chanteurs ont été Frank Sylvano, Billy Scott, et Arthur Jarrett. En 1932, il a ajouté Joe Martin, un violoniste du groupe, en tant que chanteur. En avril de cette année, le jeune Bing Crosby a enregistré deux sessions avec le groupe Jones qui comprenait Sweet Georgia Brown. Crosby, à ce stade de sa carrière chantait encore dans un idiome jazz avant la transition vers son style plus connu de  «crooner».
En août 1932, Jones a signé avec Victor; ces enregistrements  sont généralement considérés parmi les meilleurs  de l'époque de la Grande Dépression.
La technique d'enregistrement de Victor était particulièrement adaptée à la musique de Jones. En octobre 1932, il a fait équipe avec  le groupe «les Trois Sœurs X» de New York qui venait de quitter la radio CBS. Ils ont enregistré  ensemble des chansons "expérimentales" pour RCA Victor; c'est à cette époque que Jones a commencé à fusionner le jazz et la musique swing. Parmi ces enregistrements: Where? (I Wonder Where?) et What Would Happen To Me If Something Happened To You. Ces  enregistrement avec Victor avaient un son presque symphonique, souvent avec une forte utilisation du tuba. Il est resté avec Victor jusqu'en juillet 1934 avant de signer avec Decca.
Après avoir quitté Decca en 1936, Jones a pris sa retraite ; son orchestre a été repris par des membres du groupe Woody Herman.
Jones a démarré un nouveau groupe en 1937-38 et enregistré quelques séances avec les labels ARC (American Record Corporation): Melotone, Perfect et Banner.
Dans les années 1940, Jones s'est retiré  dans sa ferme du  Colorado, puis a vécu quelque temps à Los Angeles avant de partir pour Hollywood (Floride) en 1955. Il est mort d'un cancer en 1956.  Il est enterré au cimetière de  Forest Lawn Memorial Park (Glendale) en Californie, (c’est peut-être pour cette raison qu'il est souvent, à tort répertorié comme étant mort à Hollywood, en Californie.)
Son petit-neveu est le batteur de jazz Rusty Jones.

## Compositions
- You Gave Me Your Heart Brunswick 2350-A
- The Sneak! Brunswick 2350-B
- Dog on the Piano Brunswick 2646-A
- Mahsi Brunswick 2646-B
- Meet Me In Bubble Land 1919
- On the Alamo enregistré en  1922 (composé et publié en 1911)
- Swingin' Down The Lane 1923
- I'll See You in My Dreams 1924
- The One I Love (Belongs to Somebody Else) 1924
- It Had to Be You 1924
- Spain 1924
- Song Of The Blues (1929)
- Not A Cloud In The Sky 1929
- What's The Use? 1930
- Feeling That Way 1930
- You're Just A Dream Come True (his theme song) 1931
- I Wouldn't Change You For The World 1931
- Let That Be A Lesson To You 1932
- I Can't Believe It's True 1932
- One Little Word Led To Another 1932
- The Wooden Soldier And The China Doll 1932 [Calvacade of Vitaphone Shorts Volume 1: Swing, Swing Swing:1931-1944(Cat. #ML103928) 1934]
- I'll Never Have To Dream Again 1932
- Pretending You Care 1932
- There's Nothing Left To Do But Say Goodbye 1932
- Why Can't This Night Go On Forever?(another theme song) 1932
- You've Got Me Crying Again 1933
- Honestly 1933
- Old Lace 1933
- Something Seems To Tell Me 1933
- You're Welcome 1933
- Bubbles In The Wine 1933
- All Mine, Almost 1934
- There Is No Greater Love 1936[7]

## Honneurs
Isham Jones a été nommé au Songwriters Hall of Fame en 1989 et  deux de ses chansons ont été nommées  au Grammy Hall of Fame en 2005, pour California, Here I Come et en  2007 pour It Had To Be You .